# Майдан-Гологірський
Майдан-Гологірський — село в Україні, у Золочівському районі Львівської області, орган місцевого самоврядування — Золочівська міська рада. Населення становить 348 осіб (станом на 2001 рік). Село розташоване на південному заході Золочівського району.

## Географія
Село Майдан-Гологірський лежить на південний захід від районного центру, фізична відстань до Києва — 396,4 км. Біля села розташований витік річки Західна Золота Липа.

## Історія
З 1918 до 1939 року село входило до складу Польщі.[джерело?]

## Населення
Станом на 1989 рік у селі проживали 407 осіб, серед них — 178 чоловіків і 229 жінок.
За даними перепису населення 2001 року у селі проживали 348 осіб. Рідною мовою назвали:
| Мова       | Кількість осіб | Відсоток |
| ---------- | -------------- | -------- |
| українська | 348            | 100,00 % |

## Політика
Голова сільської ради — Лукасевич Марія Михайлівна, 1968 року народження, вперше обрана у 2011 році. Інтереси громади представляють 16 депутатів сільської ради:
| Партія                                 | Кількість депутатів | Відсоток |
| -------------------------------------- | ------------------- | -------- |
| самовисування                          | 12                  | 75,00 %  |
| Всеукраїнське об'єднання «Свобода»     | 3                   | 18,75 %  |
| Всеукраїнське об'єднання «Батьківщина» | 1                   | 6,25 %   |

## Пам'ятки
- У селі є дерев'яна церква св. Онуфрія 1727 р.